# 王國中心
王國中心（阿拉伯语：‎）是一座立於沙特阿拉伯利雅德的摩天大樓，共41層、302.3（992英尺）高。2002年完工時超越費薩利雅中心成為沙烏地阿拉伯第一高樓，目前是利雅德第四高、全國第五高。為全球第三高建築外觀有空洞的摩天大樓（繼上海環球金融中心、高雄85大樓之後）。
除了商場之外，本身尚有四季酒店進駐以及私人高級公寓，大廈頂部則是一座56（184英尺）長的人行天橋；附屬停車場可停滿三千輛汽車。

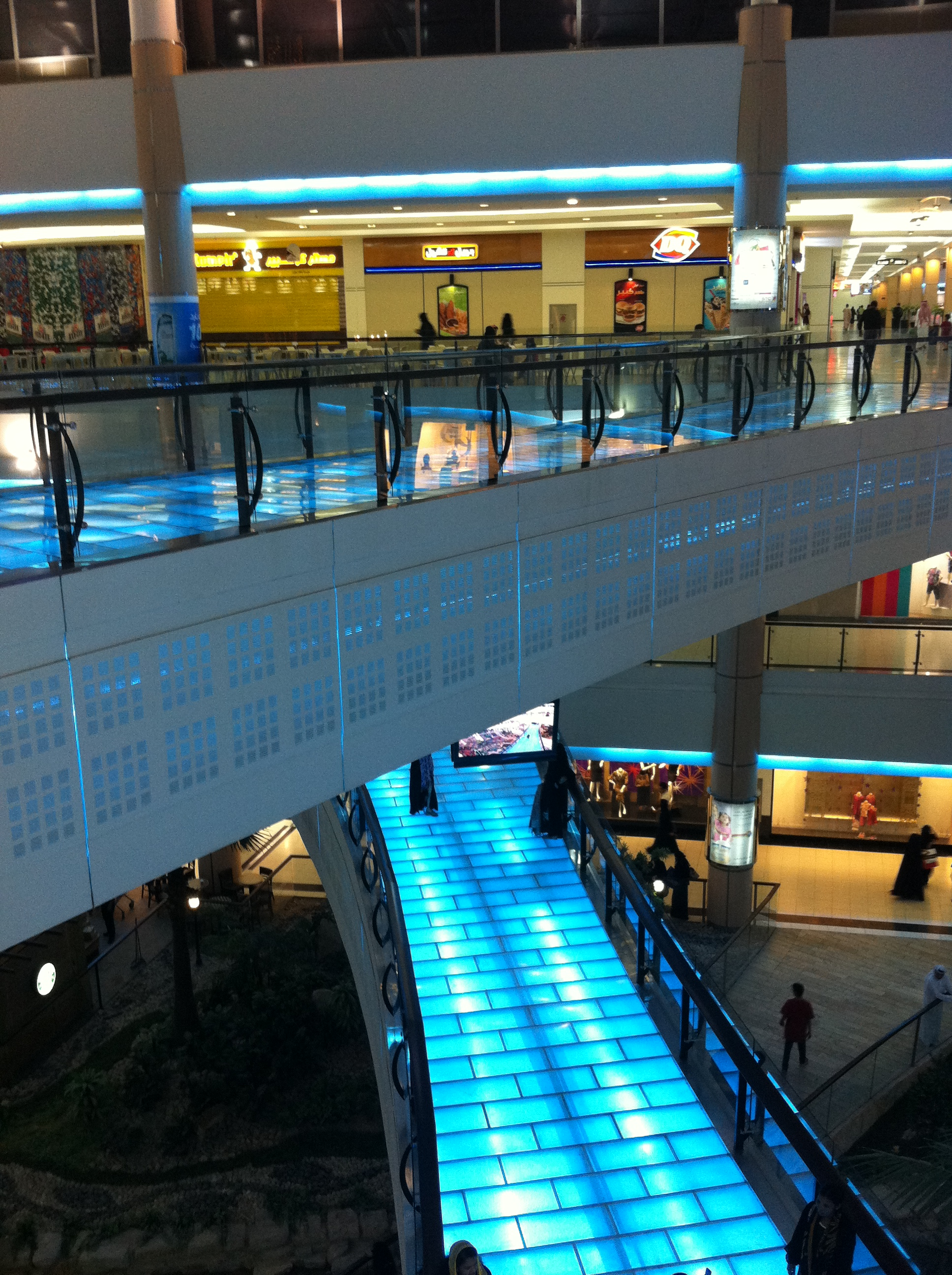
王國中心內部發出藍光的走廊

## 外部連結
- 官方網站 （页面存档备份，存于）
- Omrania official website （页面存档备份，存于）
- Kingdom Centre at Ellerbe Becket（英语：Ellerbe Becket）
- 2002 Emporis Skyscraper Award winners